# سنجاب زمینی گونه‌سرخ

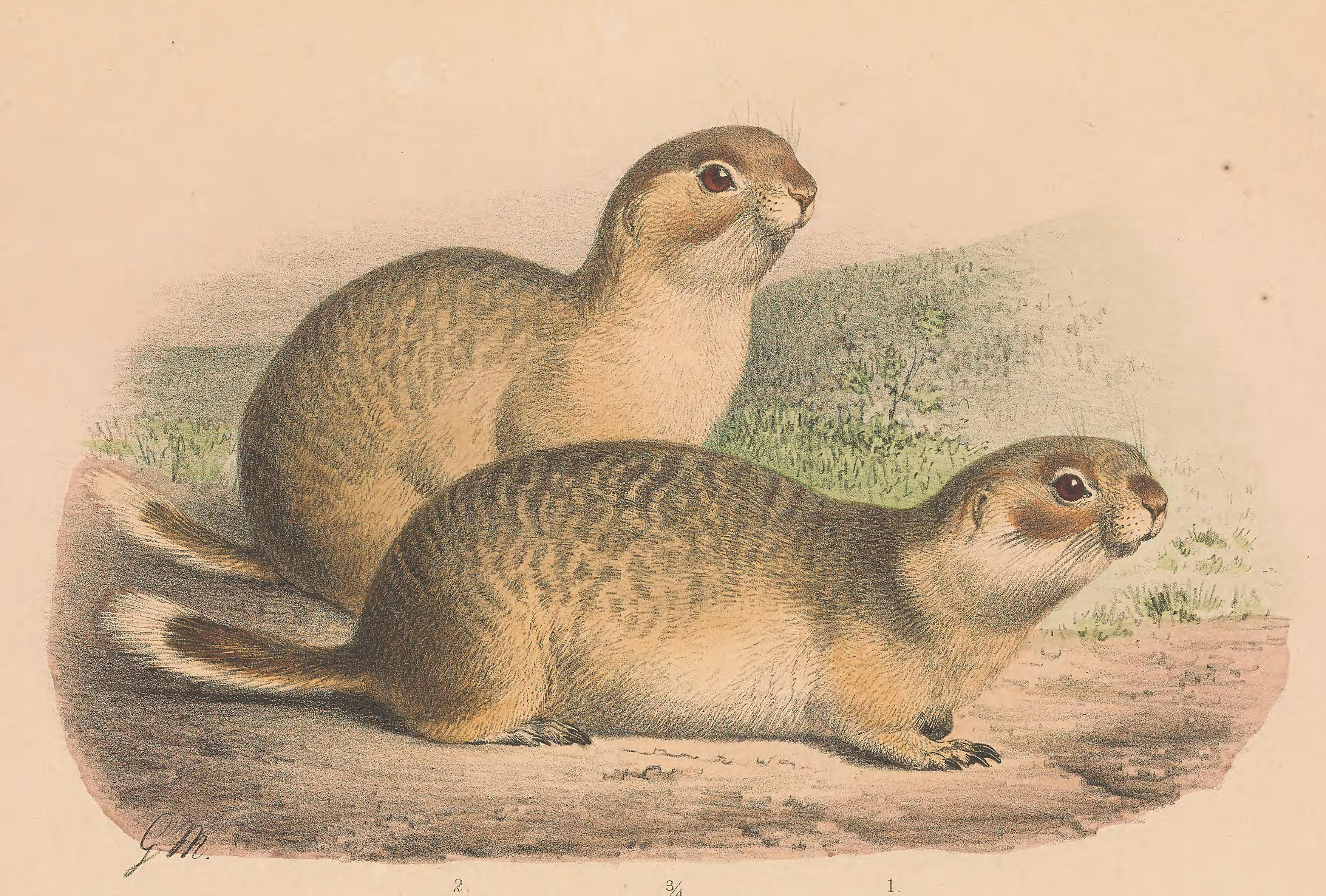
سنجاب زمینی گونه‌سرخ

سنجاب زمینی گونه‌سرخ (نام علمی: Spermophilus erythrogenys) نام یک گونه از سرده دانه‌دوست‌ها است.